# Bahnstrecke Rocchette–Arsiero
| Streckenlänge: | Bis 1933: 8,110 km Ab 1933: 7,706 km |                                                        |                                                        |
| Spurweite: | Bis 1933: 950 mm Ab 1933: 1435 mm    |                                                        |                                                        |
| |                                      |                                                        |                                                        |
| \| \| \| Bis 1933: 950 mm (Schmalspur) \| \| \| \| \| von Thiene[1] \| \| \| \| \| von Schio \| \| \| \| 0,000 \| Rocchette \| 283 m s.l.m. \| \| \| 0,320 \| Zahnradbahn Rocchette–Asiago nach Asiago \| Zahnradbahn Rocchette–Asiago nach Asiago \| \| \| \| 2 Galerien von 86 und 70 m vor der Zanella-Brauerei \| \| \| \| \| 2 Galerien von 56 und 84 m bei Cappel del Doge di Meda \| \| \| \| \| Casello di Meda \| \| \| \| 5,940 \| Seghe \| 254 m s.l.m. \| \| \| \| Torrente Posina (25 m) \| \| \| \| 8,110 \| Arsiero \| 298 m s.l.m. \| \| \| \| \| \| \| \| \| Ab 1933: 1435 mm (Normalspur) \| \| \| \| \| von Thiene \| \| \| \| \| von Schio \| \| \| \| 0,000 \| Rocchette \| 283 m s.l.m. \| \| \| 0,320 \| Zahnradbahn Rocchette–Asiago nach Asiago \| Zahnradbahn Rocchette–Asiago nach Asiago \| \| \| \| Galerie Rocchetta (110 m) \| \| \| \| \| Galerie Leda (141 m) \| \| \| \| \| Rio dell’Orco di Val Brantegnan \| \| \| \| \| Galerie Brantegnan (50 m) \| \| \| \| \| Casello N°6 di Lugiare \| \| \| \| \| Galerie (47 m) \| \| \| \| \| Galerie (88 m) \| \| \| \| \| Casello N°7 di Meda \| \| \| \| 6,400 \| Velo d’Astico \| 292 m s.l.m. \| \| \| \| Torrente Posina \| \| \| \| 7,706 \| Arsiero \| 306 m s.l.m. \| |                                      |                                                        |                                                        |
| |                                      | Bis 1933: 950 mm (Schmalspur)                          |                                                        |
| Strecke (außer Betrieb) |                                      | von Thiene                                             | von Thiene                                             |
| Abzweig geradeaus und von links (Strecke außer Betrieb) |                                      | von Schio                                              | von Schio                                              |
| Bahnhof (Strecke außer Betrieb) | 0,000                                | Rocchette                                              | 283 m s.l.m.                                           |
| Abzweig geradeaus und nach rechts (Strecke außer Betrieb) | 0,320                                | Zahnradbahn Rocchette–Asiago nach Asiago               | Zahnradbahn Rocchette–Asiago nach Asiago               |
| Tunnel (Strecke außer Betrieb) |                                      | 2 Galerien von 86 und 70 m vor der Zanella-Brauerei    | 2 Galerien von 86 und 70 m vor der Zanella-Brauerei    |
| Tunnel (Strecke außer Betrieb) |                                      | 2 Galerien von 56 und 84 m bei Cappel del Doge di Meda | 2 Galerien von 56 und 84 m bei Cappel del Doge di Meda |
| Haltepunkt / Haltestelle (Strecke außer Betrieb) |                                      | Casello di Meda                                        | Casello di Meda                                        |
| Bahnhof (Strecke außer Betrieb) | 5,940                                | Seghe                                                  | 254 m s.l.m.                                           |
| Brücke über Wasserlauf (Strecke außer Betrieb) |                                      | Torrente Posina (25 m)                                 | Torrente Posina (25 m)                                 |
| Kopfbahnhof Streckenende (Strecke außer Betrieb) | 8,110                                | Arsiero                                                | 298 m s.l.m.                                           |
| |                                      |                                                        |                                                        |
| |                                      | Ab 1933: 1435 mm (Normalspur)                          |                                                        |
| Strecke (außer Betrieb) |                                      | von Thiene                                             | von Thiene                                             |
| Abzweig geradeaus und von links (Strecke außer Betrieb) |                                      | von Schio                                              | von Schio                                              |
| Bahnhof (Strecke außer Betrieb) | 0,000                                | Rocchette                                              | 283 m s.l.m.                                           |
| Abzweig geradeaus und nach rechts (Strecke außer Betrieb) | 0,320                                | Zahnradbahn Rocchette–Asiago nach Asiago               | Zahnradbahn Rocchette–Asiago nach Asiago               |
| Tunnel (Strecke außer Betrieb) |                                      | Galerie Rocchetta (110 m)                              | Galerie Rocchetta (110 m)                              |
| Tunnel (Strecke außer Betrieb) |                                      | Galerie Leda (141 m)                                   | Galerie Leda (141 m)                                   |
| Brücke über Wasserlauf (Strecke außer Betrieb) |                                      | Rio dell’Orco di Val Brantegnan                        | Rio dell’Orco di Val Brantegnan                        |
| Tunnel (Strecke außer Betrieb) |                                      | Galerie Brantegnan (50 m)                              | Galerie Brantegnan (50 m)                              |
| Haltepunkt / Haltestelle (Strecke außer Betrieb) |                                      | Casello N°6 di Lugiare                                 | Casello N°6 di Lugiare                                 |
| Tunnel (Strecke außer Betrieb) |                                      | Galerie (47 m)                                         | Galerie (47 m)                                         |
| Tunnel (Strecke außer Betrieb) |                                      | Galerie (88 m)                                         | Galerie (88 m)                                         |
| Haltepunkt / Haltestelle (Strecke außer Betrieb) |                                      | Casello N°7 di Meda                                    | Casello N°7 di Meda                                    |
| Bahnhof (Strecke außer Betrieb) | 6,400                                | Velo d’Astico                                          | 292 m s.l.m.                                           |
| Brücke über Wasserlauf (Strecke außer Betrieb) |                                      | Torrente Posina                                        | Torrente Posina                                        |
| Kopfbahnhof Streckenende (Strecke außer Betrieb) | 7,706                                | Arsiero                                                | 306 m s.l.m.                                           |

Die Bahnstrecke Rocchette–Arsiero war eine 1885–1907 abschnittsweise in Betrieb genommene und 1964 stillgelegte etwa 8 km lange Bahnstrecke in Italien. Sie wurde mit einer Spurweite von 950 mm (Schmalspur) gebaut und 1933 auf 1435 mm (Normalspur) umgespurt.

## Streckenverlauf
Die Strecke verlief von Rocchette über Velo d’Astico-Seghe nach Arsiero.

## Geschichte
Die gegen Ende des 19. Jahrhunderts schnell anwachsende Textilindustrie im nordwestlichen Hinterland von Vicenza machte den Neubau der Straßen- und Schienenverbindungen unabdinglich. Vorangetrieben wurde der Bau von neuen Verkehrswegen in der Region durch den Textilunternehmer Alessandro Rossi aus Schio, einem der bedeutendsten Industriellen im Königreich Italien, der den Bau der Textilfabriken in Torrebelvicino, Piovene Rocchette, Arsiero und Schio förderte und finanzierte. Zwischen 1884 und 1885 wurden die verschiedenen Bahnstrecken, die die vorgenannten Orte miteinander verbanden, für den Eisenbahnverkehr eröffnet, wobei über Schio Anschluss zur bereits bestehenden Strecke nach Vicenza und darüber zur wichtigen Hauptstrecke zwischen Mailand und Venedig hergestellt wurde.
Die Strecke von Rocchette nach Arsiero wurde in Schmalspur gebaut. Die Strecke wurde am 16. März 1885 von der Società Anonima Ferrovie Economiche di Schio auf der gesamten Länge eröffnet. Die Società Anonima Ferrovie Economiche di Schio war von lokalen Finanzgebern und der Società Veneta (SV) gegründet worden. Sie ging in die Società Ferrovie Nord Vicenza über, und nach deren Konkurs vom 30. November 1925 erfolgte am 14. November 1929 mit Königlichem Dekret Nr. 2158 die offizielle Übernahme durch die Società Veneta. 1907 wurde die Normalspurstrecke Thiene–Rocchette von der Società Veneta eröffnet.

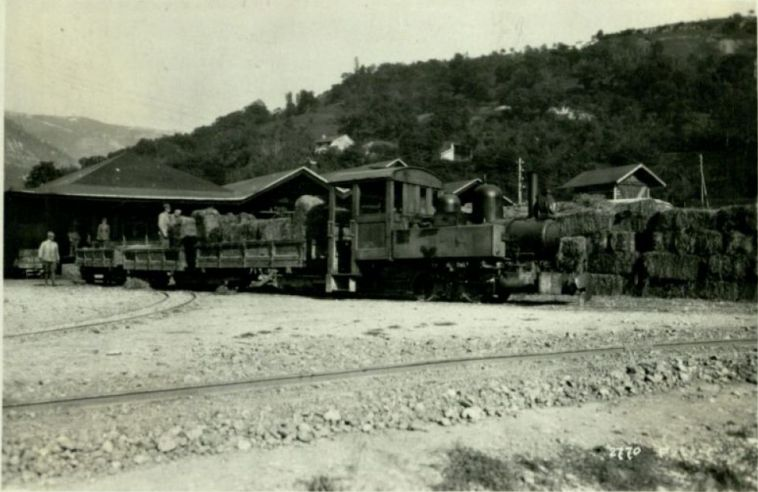
600-mm-Schmalspurbahn bei Caltrano während des Ersten Weltkrieges

Während des Ersten Weltkrieges wurde die Strecke von der italienischen Armee zur Versorgung der westlich und nördlich verlaufenden Front genutzt. Dabei wurden die Bahnhöfe Thiene und Chiuppano als Verladebahnhöfe ausgebaut. Zwischen Chiuppano und Rocchette wurden zudem Schießkurven verlegt auf denen 1917 französische Eisenbahngeschütze vom Typ Canon de 320 mm mle 1870/93 in Stellung gebracht wurden, die während der Ortigara-Schlacht die österreichisch-ungarischen Linien unter Beschuss nahmen. In der Folge wurden die französischen Geschütze durch von Ansaldo produzierte Eisenbahngeschütze des Typs 381/40 AVS ausgetauscht. Für das Richten der Eisenbahngeschütze wurden mehrere Schießkurven sowohl auf den Nebengleisen als auch an der Hauptstrecke westlich von Chiuppano errichtet.
1931 wurde beschlossen, die Strecke auf einer neuen Trasse auf Normalspur umzuspuren, wodurch die Strecke um fast einen Kilometer verkürzt und Störungen des Straßenverkehrs beseitigt wurden.
Die Arbeiten dauerten zwei Jahre von 1931 bis 1933 (Einweihung am 29. Oktober 1933). Die neue Strecke der Eisenbahnlinie verband zwar noch den Eisenbahnknotenpunkt Rocchette mit dem Bahnhof von Arsiero, aber um Bahnübergänge auf dem Straßenniveau zu beseitigen, wurden im Ortsgebiet von Piovene Rocchette drei neue Tunnel und ein Viadukt gebaut, und in der Ortschaft S. Giorgio in der Gemeinde Velo d’Astico führte eine Unterführung nicht mehr durch den Weiler Seghe, sondern durch das Ortsgebiet von Velo d’Astico. Bei der Einweihung war bereits ein Projekt für die Weiterfahrt von Arsiero nach Trient oder Rovereto geplant.
Ab 1952 wurden auch dieselbetriebene Triebwagen FS ALn 772 und später FS ALn 773 der Ferrovie dello Stato eingesetzt, die den Dampfbetrieb erst unterstützten und dann ersetzten. Zur gleichen Zeit gab es auch einen Straßenbus auf der Strecke Schio–Piovene Rocchette–Arsiero über Meda nach Velo d’Astico-Velo d’Astico–Arsiero, der ebenfalls von der Società Veneta betrieben wurde. Danach wurde keine weitere Modernisierung mehr durchgeführt, so dass der Eisenbahnverkehr am 31. März 1964 zusammen mit dem Thiene-Rocchette-Dienst endgültig eingestellt und durch Kraftfahrzeuge ersetzt wurde, die von der durch die Società Veneta übernommenen SIAMIC (Società Italiana Autoservizi Mediterranei in Concessione) betrieben wurden.
Am 26. Februar 1977 beschloss ein vom Parlament verabschiedetes Gesetz den endgültigen Abbau.

## Schmalspur-Schienenfahrzeuge
Für den Dampfbetrieb der Schmalspurbahn wurden Lokomotiven verschiedener Herkunft und Bauart verwendet:
- 0-4-0 Dampflokomotiven von Cerimedo & C.
- 0-4-0 Dampflokomotiven von Henschel & Sohn
- 0-6-0 Dampflokomotiven von Krauss

## Normalspur-Schienenfahrzeuge
- 0-6-0T Dampflokomotiven T3 von Henschel T3
- Diesellokomotiven Ldn 602 von Deutz
- Dieseltriebwagen:
  - Breda ADn 550
  - Officine Meccaniche FS ALn 772
  - Officine Meccaniche FS ALn 773